# بريدجيت بيتيس
بريدجيت بيتيس (بالإنجليزية: Bridget Pettis)‏ مواليد 1971 في إيست شيكاغو، هي لاعبة كرة سلة أمريكية سابقة أصبحت مدربة مساعدة. بدأت مسيرتها الاحترافية في سنة 1997. تم اختيارها من قبل فريق فينيكس ميركوري خلال الدرافت. وهي مدربة مساعدة لفريق دالاس وينغز في دوري الاتحاد الوطني لكرة السلة النسائية. يبلغ طولها 5 قدم 9 بوصة (1.8 م). لعبت كرة السلة الجامعية في جامعة فلوريدا. اعتزلت اللعب في 2006.

## المسيرة الاحترافية
لعبت مع فينيكس ميركوري من سنة 1997 إلى 2001، ثم لعبت مع إنديانا فيفر في موسم 2002–2003، ثم لعبت مع فينيكس ميركوري في سنة 2006.

## روابط خارجية
- بريدجيت بيتيس على موقع الاتحاد الوطني لكرة السلة النسائية (الإنجليزية)
- بريدجيت بيتيس على موقع كرة السلة الأوروبية.كوم (الإنجليزية)
- بريدجيت بيتيس على موقع كلية كرة السلة في سبورتس رفرنس.كوم (الإنجليزية)
- بريدجيت بيتيس على موقع بروبوليرز (الإنجليزية)
- بريدجيت بيتيس على موقع سبورتس رفرنس (الإنجليزية)